# Église Santa Maria Maggiore (Sovana)
Pour les articles homonymes, voir Église Santa Maria Maggiore.
L'église Santa Maria Maggiore  est une église paléochrétienne romane de  Sovana, frazione  de la commune de  Sorano, de la province de Grosseto, diocèse de Pitigliano-Sovana-Orbetello.
Outre ses fresques (Crocifissione con santi, Madonna in trono con Bambino e due sante de 1508), sa particularité est de posséder un autel à ciborium, ancêtre des baldaquins.

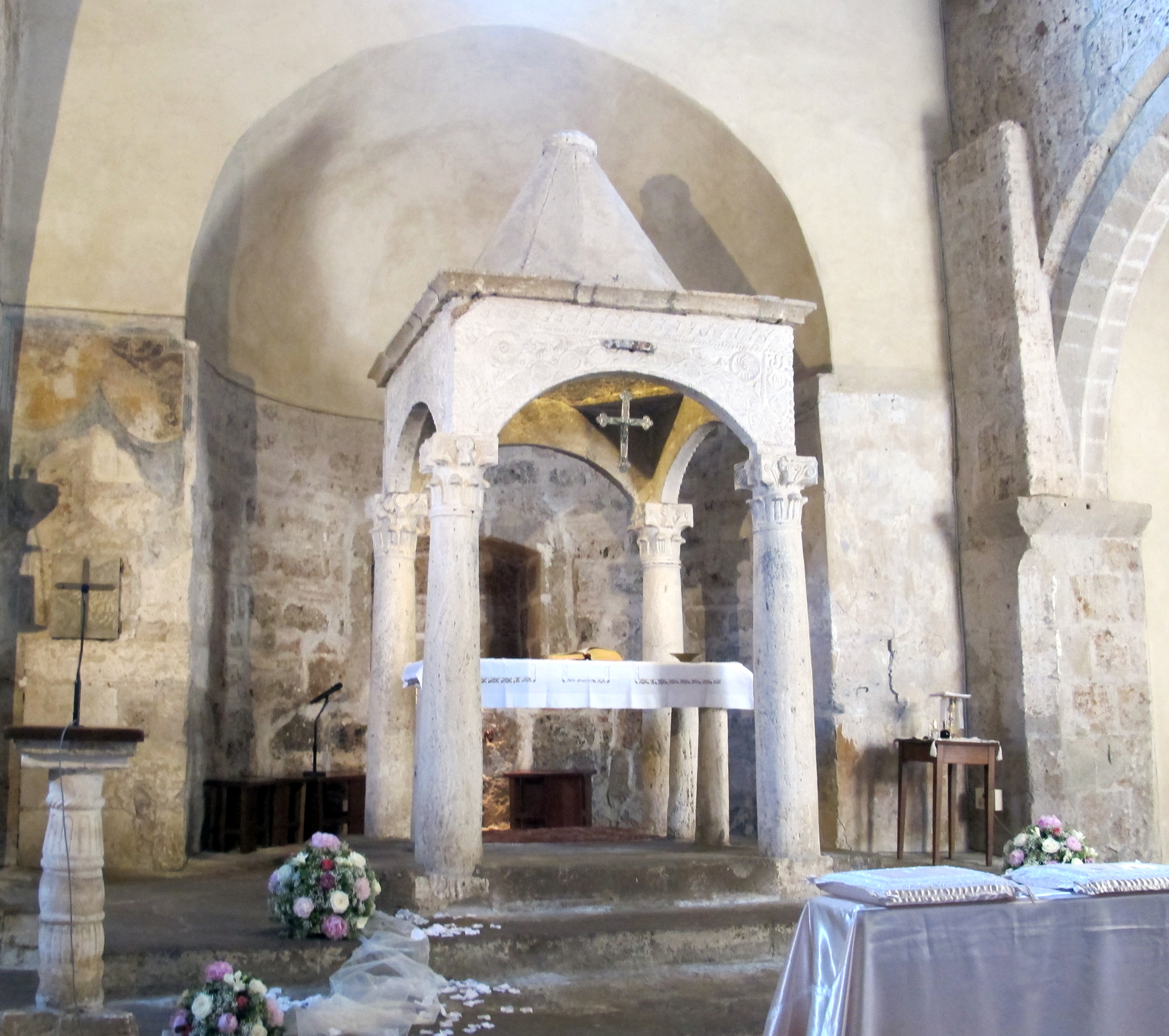
Le ciborium
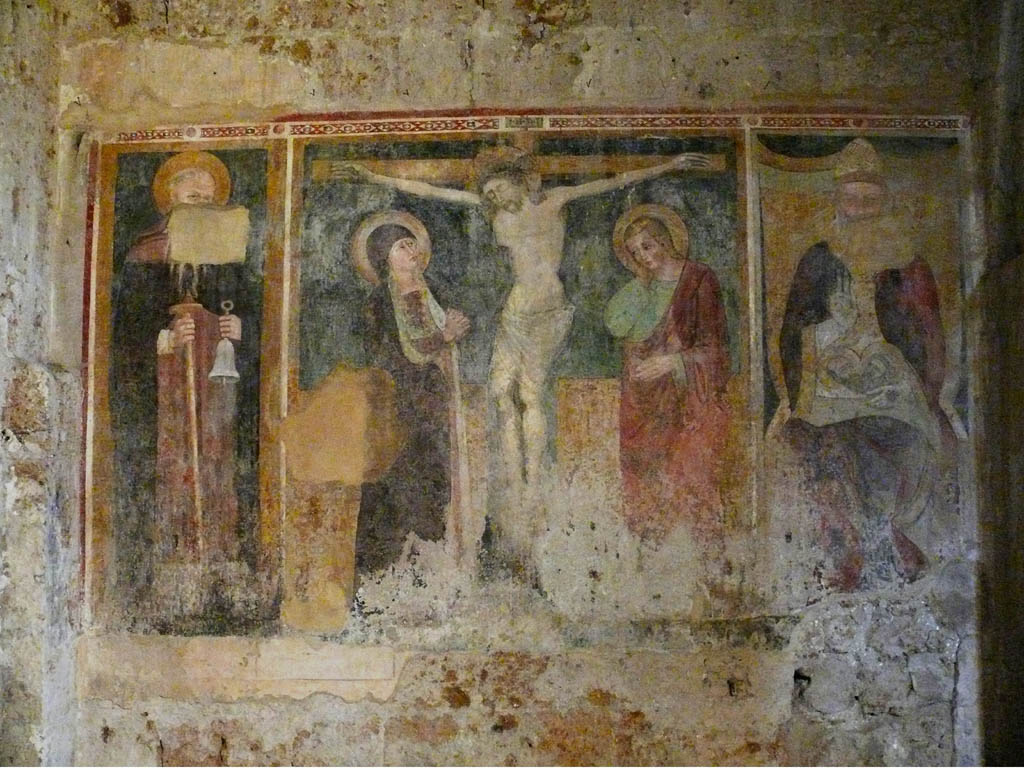
Fresque